# Balaklava (album)
| Recensione              | Giudizio       |
| ----------------------- | -------------- |
| AllMusic                | [ 2 ]          |
| Debaser                 | [ 3 ]          |
| Storia della musica     | [ 4 ]          |
| Sputnikmusic            | 3.7 (Great)    |
| Piero Scaruffi          | [ 6 ]          |
| Ondarock                | Pietra miliare |
| Dizionario del Pop-Rock | [ 8 ]          |
| 24.000 dischi           | [ 9 ]          |

Balaklava è il secondo album dei Pearls Before Swine, pubblicato dalla ESP-Disk Records nel novembre del 1968.

## Tracce

### LP
Lato A
1. Trumpeter Landfrey... – 0:33
2. Translucent Carriages – 4:00 (Herodotus, Wayne Harley, Tom Rapp)
3. Images of April – 2:38 (Tom Rapp)
4. There Was a Man – 2:52 (Tom Rapp)
5. I Saw the World – 3:24 (Tom Rapp)
6. Guardian Angels – 3:00 (Tom Rapp)

Lato B
1. Suzanne – 4:54 (Leonard Cohen)
2. Lepers and Roses – 5:19 (Tom Rapp)
3. Florence Nightingale... – 0:15
4. Ring Thing – 2:20 (J. R. R. Tolkien, Tom Rapp)

## Formazione
- Tom Rapp - chitarra, voce, voce (breathing)
- Jim Bohannon - organo, pianoforte, clavinet, marimba
- Wayne Harley - banjo, armonie vocali
- Lane Lederer - basso, chitarra, swinehorn

Ospiti
- Joe Farrell - flauto (brano: Images of April)
- Joe Farrell - corno inglese (brano: Suzanne)
- Lee Crabtree - pianoforte, organo (brano: I Saw the World)
- Lee Crabtree - pianoforte, organo, flauto (brano: Lepers and Roses)
- Bill Salter - basso (brani: I Saw the World, Suzanne, Lepers and Roses e Ring Thing)
- Al Shackman - chitarra (brano: Lepers and Roses)
- Warren Smith - arrangiamenti (strumenti ad arco) (brano: I Saw the World)
- Selwart Clarke - arrangiamenti (strumenti ad arco) (brano: Guardian Angels)

Note aggiuntive
- Richard Alderson - produttore, ingegnere delle registrazioni
- Registrazioni effettuate nel 1965 al Impact Sound Studios di New York City, New York (Stati Uniti)
- Maureen Kintz - progetto copertina album originale
- Jean Cocteau - illustrazione (drawings) retrocopertina album originale
- Mel Zimmer - fotografia retrocopertina album originale
- Copertina frontale tratta dal dipinto (sezione) The Triumph of Death di Breughel, museo del Prado di Madrid[11][12]